# Абаканович, Магдалена
Ма́рта Магдале́на Абакано́вич-Космо́вска (пол. Marta Magdalena Abakanowicz-Kosmowska, 20 июня 1930, Фаленты, близ Варшавы — 20 апреля 2017, Варшава) — польская художница, скульптор.

## Биография
Родилась в помещичьей семье. Её мать, Хелена Домашевская, принадлежала к старинному польскому роду. Отец, Константин Абаканович — польско-литовский татарин, бежал из России в Польшу после Октябрьской революции. В 1920 году из-за военных действий семья переехала в Гданьск. Во время Второй мировой войны Абакановичи жили на варшавской окраине. В послевоенное время они переехали в небольшой город Тчев на севере Польши недалеко Гданьска.
В юности Магдалена занималась лёгкой атлетикой. Выступала за клубы: Bałtyku Gdynia (1946), Wybrzeża Gdańsk — HKS Tczew (1947—1948) и Gedanii Gdańsk. Являлась трехкратным призером чемпионатов ПНР по легкой атлетике: золото в 1947 году в эстафете 100-100-200-500 метров, серебро в 1947 году в эстафете 200-100-80-60 м и в 1948 в эстафете 4 × 200 метров. Двукратная бронзовая медалистка зимнего чемпионата Польши (1948): в беге на 50 метров с барьерами и в эстафете 4×50 метров.
В 1954 году окончила варшавскую Академию изящных искусств с присвоением диплома магистра. Также проходила обучение в гданьской Академии изящных искусств. Во время учёбы в университете прошла несколько курсов текстильного дизайна, трафаретной печати и дизайна волокон у таких мастеров, как Анна Следзевская, Элеонора Плутымская и Мария Урбанович, оказавших значительное влияние на ее последующее творчество. 
С 1965 по 1990 год работала преподавателем Высшей государственной Школы изящных искусств  в Познани. С 1979 года являлась профессором Познанского университета искусств. 
В 1999 году была отмечена премией Leonardo da Vinci World Award of Arts. С 2006 года входила в состав Программного Совета Фонда «Центр Народного Творчества».
Похоронена на кладбище Воинские Повонзки.

## Творчество

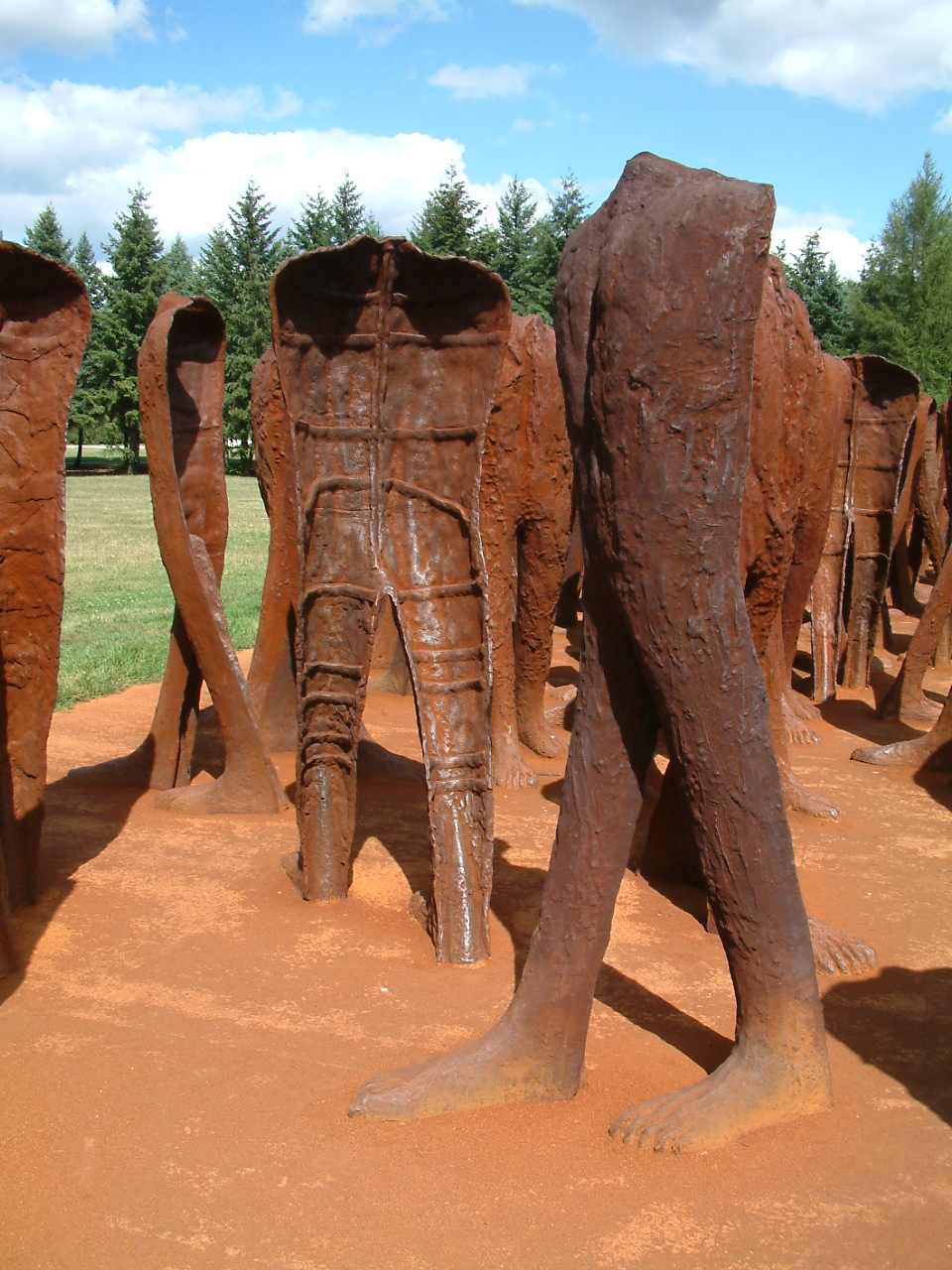
Неопознанные (2002) в Познани (инсталляция целиком)

Получив диплом магистра, некоторое время занималась живописью. Создавала крупномасштабные композиции на картоне и холсте. Затем она заинтересовалась искусством текстиля и обратилась к созданию шпалер по абстрактным живописным композициям. В начале 1960-х годов художница начала работать в области создания новых скульптурных форм из шпалерного полотна. Художницу привлекало соединение в произведении мягкости свободно драпирующейся и имеющей своеобразную фактуру шпалеры из сизаля и её интенсивного цвета, не свойственного природному материалу. Абаканович, как и другие художники по текстилю середины XX века, лишила шпалеру её главной многовековой функции — сокрытия и декорирования плоской стены. Объёмные тканые скульптурные формы, получившие название по фамилии художницы — абаканы, принесли их автору известность. Они экспонировались подвешенными к потолку в пространстве, имитировавшем природное, и поражали зрителя тем, что напоминали многократно увеличенные органические структуры. 
Драматическая трёхмерная скульптура, имитировавшая поверхность земли или человеческого тела, выполнялась Абаканович в технике шпалерного плетения с использованием крупных, грубофактурных элементов, в том числе старых корабельных канатов. Новизну замысла оценили в 1962 году в Лозанне на 1-й Биеннале таписерии, а на следующей биеннале в Сан-Паулу серия «Абаканы» была отмечена золотой медалью. Художница продолжила работу в том же направлении, создавая не отдельные произведения, а серии. Следующие после «Абаканов» «Органические структуры», представленные отдельной выставкой, — множество объектов округлой формы и различных размеров из мешковины, наполненные мягким материалом. По ее собственному признанию, «Органические структуры» — это воплощение её детских воспоминаний.

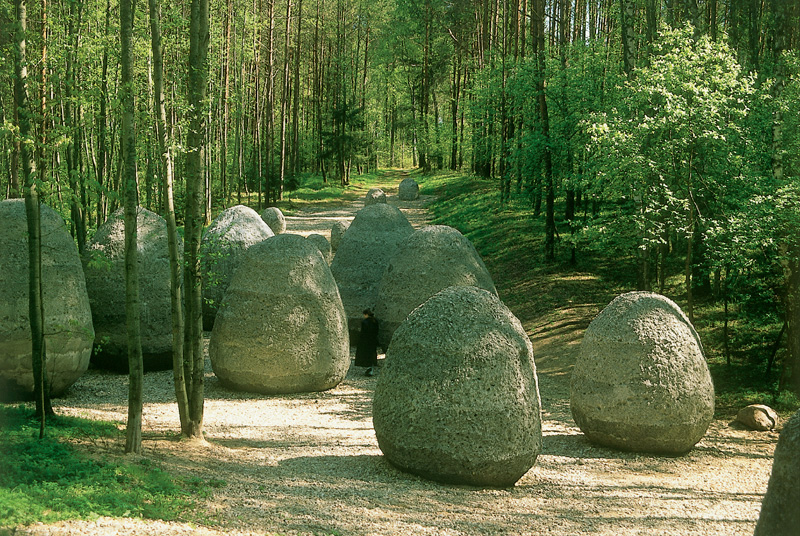
Пространство неизведанного роста. Парк Европы

Выставочные работы первой половины 1970-х годов («Импровизация каната», «Ситуация», «Шнур, его проникновение и расположение в пространстве») были попыткой связать объёмные конструкции с четвёртым измерением — временем:
«Время в этих композициях становится основным фактором: на нас действует неподвижное, статическое состояние материи, с которой не происходит никаких перемен. И вдруг возникает неожиданное движение, поскольку шнур может свободно сновать в пространстве, пока он вновь не будет пойман зрителем».
 Художница в это время работала с монохромным материалом, сосредоточившись на игре контрастов рельефа текстиля и его фактур. Она широко использовала различные приёмы ткачества и сочетала в одном произведении разные материалы. Ее наиболее излюбленным художественным приемом в тот период было объединение в одном изделии волокон матовых, поглощающих свет и блестящих, отражающих его. По существу с этого момента Абаканович работала как скульптор, со шпалерой её последующие работы связывало лишь использование сходных материалов.

Во второй половине 1970-х годов художница обратилась к антропоморфным объектам, и изображение человека стало основным направлением в её творчестве. Её цикл «Альтерации» («Изменения», 1974—1975) демонстрировался впервые на 7-й Биеннале таписерии в Лозанне. В последующих скульптурных композициях, также выполненных из текстиля, сшитых и скреплённых смолой: «Головы» (1973—1975), «Человеческие спины» (1976—1980), — Абаканович продолжила развитие темы. Художница исследовала связь человека с органическим миром — его рождение, развитие, распад и смерть — в противовес миру техническому, миру современной цивилизации. Философ С. Моравский так описал впечатление от цикла «Альтерации»:
«Человеческие фигуры-манекены, вымученные и увядшие, застывшие в монотонном ряду, и разбросанные рядом с ними, как бы залитые гипсом головы, всё вместе создаёт мифологический образ людей, заражённых молчанием и апатией, выброшенных на свалку».
 По мнению искусствоведов, эти произведения Абаканович приближаются к скульптурам польской художницы Алины Шапочниковой (1926—1973), созданным ей в последний период жизни. По словам художницы, её принцип — работа с текстилем непосредственно, она формировала его руками, не используя какие-либо инструменты, передавая таким образом произведению энергию их творца, открывая «что-то неосознанное» и вместе с этим познавая мир. Её произведения, как истинные творения природы совершают полный жизненный цикл: неторопливо растут, органично вписываясь в среду, и постепенно угасают.
После некоторого перерыва, вызванного увлечением художницы другими материалами, снова появляются текстильные антропоморфные циклы: «Толпа 1» (1986—1987), «Ragazzi» (1990), «Infantes» (1992), «30 отвернувшихся» (1993—1994), «7 танцующих фигур» (2001—2002). В постижении подсознательного, формирующего поведение человека, страхов, преследующих его, художнице помогало изучение физиологии и хатха-йоги. Представляя свою композицию «Андрогины» на 12-й Биеннале таписерии в Лозанне (1985), Абаканович подчёркивала метафоричность названия этого произведения. «Андрогины», как и все её работы, есть результат размышлений «по поводу обстоятельств, формирующих различные состояния человека», а также отражение и её собственной жизни со своей историей страхов и страданий.
Уже в самом начале своей деятельности уделяла большое внимание связи своих абстрактных текстильных композиций с архитектурной средой, пространством, в котором они существуют. Позднее текстиль Абаканович мог заполнять всё помещение: такой была её совместная с молодыми голландскими художниками работа для административного здания в Хертогенбосе «Чёрный энвайронмент» (1970—1978) — единственная шпалера, созданная художницей для определённого интерьера. Рядовой офис был поглощён волнами гигантской (184 м²) кулисы из сизаля, окрашенного в чёрный цвет. Сама идея оформления пространства административного здания подобным образом выглядела довольно противоречивой.
В середине 1980-х годов обратилась к новым материалам, продолжив создавать антропоморфную скульптуру. Её цикл из тридцати трёх бронзовых стилизованных человеческих корпусов «Катарсис» (1986), созданный для фонда Джулиано Гори (Флоренция) был рассчитан на демонстрацию на открытом воздухе. Художница продолжает исследовать природу человека, его потерянность среди таких же безымянных, как он. В сериях скульптур 1980-х и 1990-х годов, где Абаканович обращается к новым материалам: металлу («Толпа из бронзы», 1990–1991; «Puellae», 1992), дереву, камню и керамике, она продолжила тему одиночества человека в толпе.
В конце 1970-х — начале 1980-х годов работала в графике (рисунки углём) и живописи маслом.